# Tom Dillehay
Tom Dillehay é um arqueólogo e antropólogo estadunidense que desenvolveu seu trabalho principalmente no Chile e na América do Sul. Esteve envolvido na escavação e no descobrimento do sítio de Monte Verde, no qual foram encontrados vestígios humanos com uma idade de pelo menos 14.800 anos, contradizendo a Teoria de Clóvis sobre o povoamento das Américas.

## Carreira
Dillehay é doutor em antropologia pela Universidade do Texas, doutor honoris causa da Universidade Austral do Chile, professor da Universidade de Vanderbilt e da Universidade de Kentucky, na qual ele também dirigiu o programa de pesquisa arqueológica de 1981 a 1984.